# Mezinárodní matematická olympiáda
Mezinárodní matematická olympiáda (International Mathematical olympiad, IMO) je nejvyšším stupněm matematických soutěží pro neuniverzitní studenty mladší 20 let. Je to zároveň nejstarší z mezinárodních oborových olympiád. První se konala v roce 1959 v Rumunsku a od té doby každoročně kromě roku 1980. Okolo 90 zemí posílá na olympiádu šest studentů doprovázených vedoucím, jeho zástupcem a popřípadě diváky. Soutěž se skládá ze šesti úloh, z nichž za každou lze získat maximálně 7 bodů.
Obsah úloh se pohybuje od extrémně náročných úloh z oblastí od matematické analýzy až k problémům z oblastí matematiky, které nejsou příliš tradiční ve školách, dokonce ani na univerzitní úrovni, jako je projektivní a komplexní geometrie, funkcionální rovnice, dále je pak pevně zakotvena teorie čísel, kde jsou požadovány rozsáhlé vědomosti různých teorémů. Ačkoliv je matematická analýza k řešení problémů povolena, nikdy není k řešení nezbytná. Úlohy jsou tvořeny tak, aby jejich zadání bylo snadno srozumitelné i se základními znalostmi matematiky, ačkoliv k řešení je často nezbytné znát o mnoho více. Tento princip podle autorů poskytuje více univerzality a vytváří popud k nalezení elegantních, klamně lehce vyhlížejících problémů, k jejichž řešení je však potřeba určitá dávka vynalézavosti.
Proces výběru reprezentantů se liší stát od státu. Často je to postupný systém národních soutěží, ve kterém se postupně třídí účastníci, až se dosáhne závěrečných reprezentantů. Ceny jsou na IMO udělovány určitému hornímu procentu soutěžících. Týmová soutěž není oficiálně vyhlašována, ale statistiky jsou vedeny a týmové výsledky jsou neoficiálně porovnávány častěji než výsledky jednotlivých účastníků. Všichni účastníci musí být mladší 20 let a nesmí být registrováni na žádné vysokoškolské instituci.

## Historie
První mezinárodní matematická olympiáda se konala v Rumunsku roku 1959. Od té doby se pořádala každoročně s roční přestávkou v roce 1980, kdy byla olympiáda zrušena kvůli lidovým střetům v Mongolsku. Olympiáda byla zpočátku založena pro východoevropské země pod sovětským vlivem, ale nakonec se jí účastnili i ostatní země. Z toho důvodu se první ročníky konaly výhradně v zemích východního bloku, ale postupně se olympiáda rozšířila do mnoha dalších zemí.
Zdroje o umístění a dataci prvních olympiád se někdy odlišují. Tato skutečnost je zčásti dána tím, že vedoucí týmů, popř. organizátoři, na místo přijíždějí v jinou dobu než studenti a také tím, že bývají jinde ubytováni.
Někteří účastníci IMO, jako například Němec Christian Reihner (5 zlatých a jedna bronzová medaile v letech 1999–2003) dosáhli na olympiádě mimořádných výsledků. Další úspěšní účastnící, jako např. Grigory Margulis se později stali významnými matematiky. Několik účastníků také později získalo prestižní matematická ocenění, jako např. Fieldsovu medaili.

## Hodnocení a struktura
Soutěž se skládá ze šesti úloh, z nichž každá může být ohodnocena 0 až 7 body. Celkově lze tedy získat 42 bodů. Jako pomůcky jsou povoleny jen psací a rýsovací potřeby. Nelze tedy používat kalkulačky. Účastníci řeší úlohy po dva následující dny, kdy v každém mají 4 a půl hodiny na vypracování tří úloh. Úlohy jsou vybírány z mnoha oblastí středoškolské matematiky, obecně je lze zařadit do geometrie, teorie čísel, algebry a kombinatoriky. Řešení úloh nevyžaduje znalosti vyšší matematiky jako infinitesimálního počtu či matematické analýzy. Nicméně je povoleno i těmito metodami úlohy řešit. Řešení jsou většinou krátká a pochopitelná. Úlohy vyžadují spíše elegantní a originální myšlenky. Významně zastoupeny jsou úlohy obsahující algebraické nerovnosti, komplexní čísla a konstrukční geometrické problémy.
Každá z účastnících se zemí, kromě pořádající, může do soutěže navrhnout úlohy, které dále posuzuje a diskutuje výběrová komise olympiády zajišťovaná pořádající zemí. Nakonec se vybere šest úloh do finálního zadání. Z tohoto důvodu jsou vedoucí týmů po celou dobu striktně separováni od studentů, neboť o problémech, které se v soutěži mohou vyskytnout, již mají informace.
Příspěvky jednotlivých zemí jsou poté odsouhlaseny ostatními, vyskytnou-li mezi nimi některé spory, posuzuje daný případ hlavní koordinátor olympiády, případně nakonec její porota.

## Výběr účastníků
Samotný výběr účastníků olympiády se liší stát od státu, který reprezentují. V některých zemích, zejména ve východní Asii proces výběru reprezentantů zahrnuje několik soutěží s obtížností srovnatelnou se samotnou olympiádou. Reprezentanti Číny se účastní ještě půlměsíčního soustředění, kde se rozhoduje o budoucích kandidátech. V USA se výběrový proces skládá ze soutěží s postupně se zvyšující obtížností a končí taktéž výběrových soustředěním. Stejná situace je i v České republice, kde jsou kandidáti vybíráni podle umístění v národním kole matematické olympiády a následujícího soustředění.
V bývalém Sovětském svazu a zemích východní Evropy byli reprezentanti vybíráni již několik let předem, aby mohli být po tuto dobu pro soutěž systematicky trénováni. Mnoho zemí však tento postup již zavrhlo.

## Ocenění
Účastníci jsou ohodnocováni na základě jejich individuálních bodových výsledků.
- Následné minimální bodové zisky pro zisk zlaté, stříbrné a bronzové medaile jsou vytvořeny tak, že poměr medailistů je 1:2:3
- Účastníci, kteří nedosáhnou na žádnou z medailí, ale alespoň jednu úlohu vyřeší za plný počet bodů získávají čestné uznání (honourable mention).

Zvláštní ceny mohou být uděleny za mimořádně elegantní řešení nějaké úlohy, popřípadě nalezení dobrého zobecnění problému. To se naposledy stalo v letech 2005, 1995 a 1988, ale ocenění byla častěji udělována do začátku 80. let.
Pravidlo, že medaile může získat maximálně polovina účastníků je někdy porušeno, když by jeho striktní dodržení vedlo k přílišnému zredukování počtu medailistů. To se naposledy stalo v roce 2006, kde byly možnosti udělit buď 188, nebo 253 medailí z celkového počtu 498 účastníků.

## Významné úspěchy

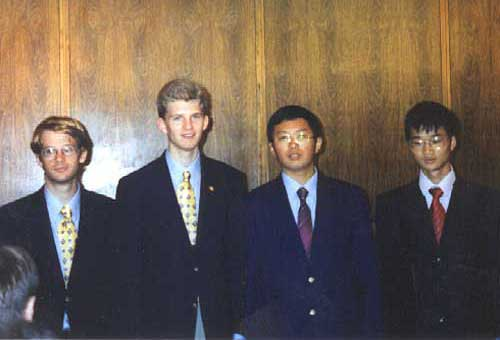
Čtyři řešitelé s plným počtem 42 bodů na IMO 2001. Zleva: Gabriel Carroll, Reid Barton (oba USA), Zhiqiang Zhang, Liang Xiao (oba Čína)

Zemí s nejmenším počtem obyvatel, která vyhrála IMO je Bulharsko, které je navíc jednou ze čtyř zemí (společně s Ruskem, USA a Čínou), jejichž všichni účastnící jedné IMO získali zlatou medaili (2003). Číně se toto podařilo celkem osmkrát (1992, 1993, 1997, 2000, 2001, 2002, 2004, 2006), Rusku jednou (2002) a USA taktéž jednou (1994), kdy dokonce všichni američtí reprezentanti obdrželi plný počet 42 bodů, což se žádné jiné zemi nikdy nepodařilo. Maďarsko v roce 1974 vyhrálo neobvyklým způsobem, kdy žádný z reprezentantů neměl zlatou medaili (5×stříbro, 3× bronz) stejně jako v týmu druhého NDR (4×stříbro, 4× bronz).
Několik individuálních účastníků získalo vysoké ocenění vícekrát. Reid Barton (USA) byl první, který získal 4 zlaté medaile (1998, 1999, 2000, 2001) a je zároveň jediným, který se umístil v absolutním pořadí na prvním místě jak na mezinárodní matematické olympiádě, tak na mezinárodní olympiádě v informatice. Jediný další čtyřnásobný držitel zlaté medaile (2000, 2001, 2002, 2003) je Christian Reiher (Německo). Navíc je držitelem i jedné bronzové medaile z roku 1999. Vedle něho získalo pět medailí z nichž alespoň tři byly zlaté už jen Wolfgang Burmeister (NDR), Martin Harterich (NSR) a Iurie Boreico (Moldavsko). Ciprian Manolescu (Rumunsko) dokázal nejvíckrát ze všech získat plný počet 42 bodů. Tento výkon předvedl při všech třech svých účastech v letech 1995, 1996 a 1997. Eugenia Malinnikova (SSSR) je nejúspěšnější ženou v historii IMO. Získala tři zlaté medaile v letech 1989, 1990 a 1991 výkony 41, 42 a opět 42 bodů. Jen jediný bod v roce 1989 ji dělí od rekordu Manolesca. Terence Tao (Austrálie) se účastnil olympiády v letech 1986, 1987 a 1988. Získal postupně bronzovou, stříbrnou a zlatou medaili. Při zisku zlaté medaile mu bylo pouhých 13 let, což je rekord. V roce 2006 obdržel Fieldsovu medaili. Oleg Golbert (Rusko/USA) je jediným účastníkem v historii, který získal zlatou medaili za různé země. V letech 2002 a 2003 za Rusko, roku 2004 za USA. Vladimir Drinfel'd (SSSR) získal zlatou medaili a plný počet bodů v roce 1969 a roku 1990 získal Fieldsovu medaili. Grigorij Perelman získal plný počet bodů v roce 1982 a v roce 2006 byl taktéž oceněn Fieldsovou medailí, nicméně cenu nepřevzal.

## Česká účast
Česká republika se IMO účastní každoročně od roku 1993. Za tu dobu celkově reprezentanti ČR získali 5 zlatých, 29 stříbrných, 62 bronzových medailí a 35 čestných uznání. Jako tým se Česká republika umístila nejlépe v absolutním pořadí na 10. místě ze 73 zemí (relativně 87.50%) při své první účasti a v relativním pořadí 88.18% (absolutně na 14. místě ze 111 zemí) v roce 2017. V první dvacítce byla pětkrát, a to v letech 1995 (17.), 1997 (18.), 1998 (15.), 2005 (15.) a 2017 (14.). Nejlepšího individuálního výsledku – celkově 4. místa – dosáhl v roce 2020 Samuel Rosiar.

## Československá účast
I za doby federace se Československo účastnilo všech ročníků IMO. Za tu dobu celkově reprezentanti ČSR získali 10 zlatých, 50 stříbrných a 71 bronzových medailí. Družstvo se nejlépe umístilo v roce 1960 na prvním a nejhůře v roce 1981 na 14. místě. Nejlepší výsledek zaznamenal Jan Nekovář, který se zúčastnil všech tří olympiád v letech 1978–1981, v roce 1978 získal stříbrnou medaili a v letech 1979 a 1981 získal zlaté medaile a obsadil individuální první místa. Absolutního prvního místa dále dosáhli Bohuslav Diviš (1959), Ivan Korec (1960), Bohuslav Sivák a Tomáš Mašek (oba 1968) a Petr Čížek (1989).

## Přehled her
| Ročník | Rok  | Místo                                | Zlato           | Zlato        | Stříbro            | Stříbro      | Bronz                       | Bronz        |
| Ročník | Rok  | Místo                                | Země            | Body         | Země               | Body         | Země                        | Body         |
| ------ | ---- | ------------------------------------ | --------------- | ------------ | ------------------ | ------------ | --------------------------- | ------------ |
| 1.     | 1959 | Brašov, Bukurešť (Rumunsko)          | Rumunsko        | 249          | Maďarsko           | 233          | Československo              | 192          |
| 2.     | 1960 | Sinaia (Rumunsko)                    | Československo  | 257          | Maďarsko Rumunsko  | 248          | -                           | -            |
| 3.     | 1961 | Veszprém (Maďarsko)                  | Maďarsko        | 270          | Polsko             | 203          | Rumunsko                    | 197          |
| 4.     | 1962 | České Budějovice (Československo)    | Maďarsko        | 289          | SSSR               | 263          | Rumunsko                    | 257          |
| 5.     | 1963 | Varšava, Krakov (Polsko)             | SSSR            | 271          | Maďarsko           | 234          | Rumunsko                    | 191          |
| 6.     | 1964 | Moskva (SSSR)                        | SSSR            | 269          | Maďarsko           | 253          | Rumunsko                    | 213          |
| 7.     | 1965 | Východní Berlín (NDR)                | SSSR            | 281          | Maďarsko           | 244          | Rumunsko                    | 222          |
| 8.     | 1966 | Sofie (Bulharsko)                    | SSSR            | 293          | Maďarsko           | 281          | NDR                         | 280          |
| 9.     | 1967 | Cetinje (Jugoslávie)                 | SSSR            | 275          | NDR                | 257          | Maďarsko                    | 251          |
| 10.    | 1968 | Moskva (SSSR)                        | NDR             | 304          | SSSR               | 298          | Maďarsko                    | 291          |
| 11.    | 1969 | Bukurešť (Rumunsko)                  | Maďarsko        | 247          | NDR                | 240          | SSSR                        | 231          |
| 12.    | 1970 | Keszthely (Maďarsko)                 | Maďarsko        | 233          | NDR SSSR           | 221          | -                           | -            |
| 13.    | 1971 | Žilina (Československo)              | Maďarsko        | 255          | SSSR               | 205          | NDR                         | 142          |
| 14.    | 1972 | Toruň (Polsko)                       | SSSR            | 270          | Maďarsko           | 263          | NDR                         | 239          |
| 15.    | 1973 | Moskva (SSSR)                        | SSSR            | 256          | Maďarsko           | 215          | NDR                         | 189          |
| 16.    | 1974 | Erfurt, Východní Berlín (NDR)        | SSSR            | 256          | Maďarsko           | 243          | USA                         | 237          |
| 17.    | 1975 | Burgas, Sofie (Bulharsko)            | Maďarsko        | 258          | NDR                | 249          | USA                         | 247          |
| 18.    | 1976 | Linec (Rakousko)                     | SSSR            | 250          | Spojené království | 214          | USA                         | 188          |
| 19.    | 1977 | Bělehrad (Jugoslávie)                | USA             | 202          | SSSR               | 192          | Maďarsko Spojené království | 190          |
| 20.    | 1978 | Bukurešť (Rumunsko)                  | Rumunsko        | 237          | USA                | 225          | Spojené království          | 201          |
| 21.    | 1979 | Londýn (Spojené království)          | SSSR            | 267          | Rumunsko           | 240          | Západní Německo             | 235          |
| -      | 1980 | - (Mongolsko)                        | Bylo zrušeno    | Bylo zrušeno | Bylo zrušeno       | Bylo zrušeno | Bylo zrušeno                | Bylo zrušeno |
| 22.    | 1981 | Washington, D.C. (USA)               | USA             | 314          | (Západní Německo   | 312          | Spojené království          | 301          |
| 23.    | 1982 | Budapešť (Maďarsko)                  | Západní Německo | 145          | SSSR               | 137          | USA NDR                     | 136          |
| 24.    | 1983 | Paříž (Francie)                      | Západní Německo | 212          | USA                | 171          | Maďarsko                    | 170          |
| 25.    | 1984 | Praha (Československo)               | Západní Německo | 235          | Bulharsko          | 203          | Rumunsko                    | 199          |
| 26.    | 1985 | Joutsa (Finsko)                      | Rumunsko        | 201          | USA                | 180          | Maďarsko                    | 168          |
| 27.    | 1986 | Varšava (Polsko)                     | USA (SSSR       | 203          | -                  | -            | Západní Německo             | 196          |
| 28.    | 1987 | Havana (Kuba)                        | Rumunsko        | 250          | Západní Německo    | 248          | SSSR                        | 235          |
| 29.    | 1988 | Canberra (Austrálie)                 | SSSR            | 217          | Čína Rumunsko      | 201          | -                           | -            |
| 30.    | 1989 | Braunschweig (Západní Německo)       | Čína            | 237          | Rumunsko           | 223          | SSSR                        | 217          |
| 31.    | 1990 | Peking (Čína)                        | Čína            | 230          | SSSR               | 193          | USA                         | 174          |
| 32.    | 1991 | Sigtuna (Švédsko)                    | SSSR            | 241          | Čína               | 231          | Rumunsko                    | 225          |
| 33.    | 1992 | Moskva (Rusko)                       | Čína            | 240          | USA                | 181          | Rumunsko                    | 177          |
| 34.    | 1993 | Ankara (Turecko)                     | Čína            | 215          | Německo            | 189          | Bulharsko                   | 178          |
| 35.    | 1994 | Hongkong (Hongkong)                  | USA             | 252          | Čína               | 229          | Rusko                       | 224          |
| 36.    | 1995 | North York-Toronto (Kanada)          | Čína            | 236          | Rumunsko           | 230          | Rusko                       | 227          |
| 37.    | 1996 | Mumbai (Indie)                       | Rumunsko        | 187          | USA                | 185          | Maďarsko                    | 167          |
| 38.    | 1997 | Mar del Plata (Argentina)            | Čína            | 223          | Maďarsko           | 219          | Írán                        | 217          |
| 39.    | 1998 | Tchaj-pej (Tchaj-wan)                | Írán            | 2111         | Bulharsko          | 195          | Maďarsko USA                | 186          |
| 40.    | 1999 | Bukurešť (Rumunsko)                  | Čína Rusko      | 182          | -                  | -            | Vietnam                     | 177          |
| 41.    | 2000 | Tedžon (Jižní Korea)                 | Čína            | 217          | Rusko              | 215          | USA                         | 184          |
| 42.    | 2001 | Washington, D.C. (USA)               | Čína            | 225          | Rusko USA          | 196          | -                           | -            |
| 43.    | 2002 | Glasgow (Skotsko)                    | Čína            | 212          | Rusko              | 204          | USA                         | 171          |
| 44.    | 2003 | Tokio (Japonsko)                     | Bulharsko       | 227          | Čína               | 211          | USA                         | 188          |
| 45.    | 2004 | Athény (Řecko)                       | Čína            | 220          | USA                | 212          | Rusko                       | 205          |
| 46.    | 2005 | Mérida (Mexiko)                      | Čína            | 235          | USA                | 213          | Rusko                       | 212          |
| 47.    | 2006 | Ljubljana (Slovinsko)                | Čína            | 214          | Rusko              | 174          | Jižní Korea                 | 170          |
| 48.    | 2007 | Hanoi (Vietnam)                      | Rusko           | 184          | Čína               | 181          | Vietnam Jižní Korea         | 168          |
| 49.    | 2008 | Madrid (Španělsko)                   | Čína            | 217          | Rusko              | 199          | USA                         | 190          |
| 50.    | 2009 | Brémy (Německo)                      | Čína            | 221          | Japonsko           | 212          | Rusko                       | 203          |
| 51.    | 2010 | Nur-Sultan (Kazachstán)              | Čína            | 197          | Rusko              | 169          | USA                         | 168          |
| 52.    | 2011 | Amsterdam (Nizozemsko)               | Čína            | 189          | USA                | 184          | Singapur                    | 179          |
| 53.    | 2012 | Mar del Plata (Argentina)            | Jižní Korea     | 209          | Čína               | 195          | USA                         | 194          |
| 54.    | 2013 | Santa Marta (Kolumbie)               | Čína            | 208          | Jižní Korea        | 204          | USA                         | 190          |
| 55.    | 2014 | Kapské Město (Jihoafrická republika) | Čína            | 201          | USA                | 193          | Tchaj-wan                   | 192          |
| 56.    | 2015 | Čiang Mai (Thajsko)                  | USA             | 185          | Čína               | 181          | Jižní Korea                 | 156          |
| 57.    | 2016 | Hongkong (Hongkong)                  | USA             | 214          | Jižní Korea        | 207          | Čína                        | 204          |
| 58.    | 2017 | Rio de Janeiro (Brazílie)            | Jižní Korea     | 170          | Čína               | 159          | Vietnam                     | 155          |
| 59.    | 2018 | (Rumunsko)                           |                 | '            |                    | '            |                             | '            |
| 60.    | 2019 | (Spojené království)                 |                 | '            |                    | '            |                             | '            |
| 61.    | 2020 | Petrohrad (Rusko)                    |                 | '            |                    | '            |                             | '            |
| 62.    | 2021 | Washington, D.C. (USA)               |                 | '            |                    | '            |                             | '            |
| 63.    | 2022 | Oslo (Norsko)                        |                 |              |                    |              |                             |              |
| 64.    | 2023 | Čiba (Japonsko)                      |                 |              |                    |              |                             |              |
| 65.    | 2024 |                                      |                 |              |                    |              |                             |              |
| 66.    | 2025 | Melbourne (Austrálie)                |                 |              |                    |              |                             |              |